# Liste des épisodes de Numbers

Cette page recense la liste des épisodes de la série télévisée américaine Numbers.

## Première saison (2005)
1. Le Point d'origine (Pilot)
2. Le Démineur (Uncertainty Principle)
3. Le Patient zéro (Vector)
4. Une question de perspective (Structural Corruption)
5. Le Génie (Prime Suspect)
6. Sabotage (Sabotage)
7. L'Art et la Manière (Counterfeit Reality)
8. Le Coupable idéal (Identity Crisis)
9. Le Sniper (Sniper Zero)
10. Jeu de piste (Dirty Bomb)
11. Science sans conscience (Sacrifice)
12. Rêve de gloire (Noisy Edge)
13. Chasse à l'homme (Man Hunt)

## Deuxième saison (2005-2006)
Elle a été diffusée à partir du 23 septembre 2005 sur CBS.
1. Le Prix du chagrin (Judgement Call)
2. Les jeux sont faits (Better or Worse)
3. Le Revers de la médaille (Obsession)
4. Risque calculé (Calculated Risk)
5. Le Condor (Assassin)
6. Tête brûlée (Soft Target)
7. Rivalité (Convergence)
8. Sans limite (In Plain Sight)
9. Menaces toxiques (Toxin)
10. L'Âme perdue (Bones of Contention)
11. L'Empreinte du feu (Scorched)
12. Réaction en chaîne (The O.G.)
13. Le Dessous des cartes (Double Down)
14. Trafic d'organes (Harvest)
15. Le Serpent (The Running Man)
16. Les Fantômes du passé (Protest)
17. Médium (Mind Games)
18. Le Chemin de la liberté (All's Fair)
19. Vengeance (Dark Matter)
20. Les Risques du métier (Guns and Roses)
21. Peur bleue (Rampage)
22. Tel est pris… (Backscatter)
23. Message d'outre-tombe (Undercurrents)
24. Un air de famille (Hot Shot)

## Troisième saison (2006-2007)
Le 6 mars 2006, la série est renouvelée pour une troisième saison, diffusée à partir du 22 septembre 2006.
1. Vivre… (Spree)
2. …ou mourir (Two Daughters)
3. L’Art de l’imposture (Provenance)
4. La Taupe (The Mole)
5. Il n'y a pas de hasard (Traffic)
6. La Deuxième Place (Longshot)
7. Suivre le courant (Blackout)
8. Talentueux malgré lui (Hardball)
9. Empoisonnement (Waste Not)
10. Projet Brutus (Brutus)
11. Toujours plus haut (Killer Chat)
12. Le Prophète (Nine Wives)
13. Chercheur de trésor (Finders Keepers)
14. Les Escadrons de la mort (Take Out)
15. Dans la gueule du loup (End of Watch)
16. Tous les coups sont permis (Contenders)
17. Contre la montre (One Hour)
18. La Théorie du complot (Democracy)
19. Tombé du ciel (Pandora's Box)
20. Le Manifeste (Burn Rate)
21. Confessions macabres (The Art of Reckoning)
22. Sous pression (Under Pressure)
23. Les Larmes de l'argent (Money for Nothing)
24. La Liste de Janus (The Janus List)

## Quatrième saison (2007-2008)
Le 15 mai 2007, la série est renouvelée pour une quatrième saison, diffusée à partir du 28 septembre 2007 sur CBS.
1. Haute Trahison (Trust Metric)
2. Homicide à Hollywood (Hollywood Homicide)
3. À toute vitesse (Velocity)
4. Le Chemin de Croix (Thirteen)
5. Robin des Bois (Robin Hood)
6. Protection rapprochée (In Security)
7. Primacy (Primacy)
8. Tel père… (Tabu)
9. Fan de B.D. (Graphic)
10. La Chambre chinoise (Chinese Box)
11. À bout de souffle (Breaking Point)
12. Abus de pouvoir (Power)
13. Cygne noir (Black Swan)
14. Échec et Mat (Checkmate)
15. Le Nerf de la guerre (End Game)
16. L'enfer est pavé de bonnes intentions (Atomic no 33)
17. Le Rythme dans le sang (Pay to Play)
18. Un soupçon de doute (When Worlds Collide)

## Cinquième saison (2008-2009)
Le 14 février 2008, la série est renouvelée pour une cinquième saison, diffusée à partir du 3 octobre 2008.
1. Conflit de diamants (High Explosure)
2. L'Effet leurre (Decoy Effect)
3. Des hommes d'honneur (Blowback)
4. Le Caméléon (Jack of All Trades)
5. Scan Man (Scan Man)
6. Le Secret de l'Aquarius (Magic Show)
7. Dans le creux de la vague (Charlie Don't Surf)
8. 36 heures (Thirty-Six Hours)
9. Les Maîtres du monde (Conspiracy Theory)
10. Vendetta (Frienemies)
11. La Flèche du temps (Arrow of Time)
12. L'Art de l'illusion (Jacked)
13. Noces de sang (Trouble in Chinatown)
14. De l'or aux pieds (Sneakerhead)
15. Jeux d'influence (Guilt Trip)
16. Les Infiltrés (Cover Me)
17. Intelligence artificielle (First Law)
18. Course contre la mort (12:01 AM)
19. Cobaye (Animal Rites)
20. Après la guerre (The Fifth Man)
21. Le Prédateur (Disturbed)
22. Plagiat (Greatest Hits)
23. La Légende de Râma et Sîtâ (Angels and Devils)

## Sixième saison (2009-2010)
Le 19 mai 2009, la série est renouvelée pour une sixième saison, diffusée à partir du 25 septembre 2009.
1. Au nom de la paix (Hangman)
2. Grandeur et Décadence (Friendly Fire)
3. Pari sur la mort (7 Men Out)
4. Film noir (Where Credit's Due)
5. Le Clone (Hydra)
6. Au-delà du réel (Dreamland)
7. Le Réseau de l'ombre (Shadow Markets)
8. Ultimatum (Ultimatum)
9. L'Arnaque (Con Job)
10. Les Cicatrices du passé (Old Soldiers)
11. Ticket gagnant (Scratch)
12. Le BNT 35 (Arm in Arms)
13. Luxe, Meurtre et Volupté (Devil Girl)
14. La Fin d'une étoile (And the Winner Is…)
15. Victimes et Bourreaux (Growin' Up)
16. L'Adieu aux armes (Cause and Effect)